# 黄帝内经
《黄帝內經》（简称《内經》）為現广传最早的傳統中華醫學著作，對於後世中醫學的理論與實務有深遠影響。此书相傳是黃帝與岐伯、雷公、伯高、俞跗、少師、鬼臾區、少俞等多位大臣討論醫學的記述，主张“不治已病治未病，不治已乱治未乱”。在《四庫全書》中列入子部醫家類。与《难经》、《伤寒杂病论》、《神农本草经》一起被视为中国传统医学四大经典著作。
约成书于战国至秦汉时期，在东汉至隋唐时期仍继续修订和补充。《内经》包括〈素問〉和〈靈樞〉两部分，共18卷162篇。〈素問〉以問答形式記述各種中原醫學的理論，〈靈樞〉則集中於實踐技術的指導，尤其是針灸。《黄帝内经》的学说体系十分丰富，不仅包含深刻的医学理论，而且涵盖诸多中国古代的思维方法和逻辑思想。

## 版本沿革
西漢汉成帝时，刘向等人曾大规模校對古籍，李柱國则负责校理方伎，原书目先载于刘向《别录》，后载于其子刘歆《七略》，今二书已佚，但其目錄內容被东汉班固引录于《汉书》〈艺文志〉中，後世仍可以推見其原貌。《漢書·藝文志·方技略》載有醫經、經方、神仙和房中四種中醫典籍。其中醫經有：
- 《黃帝內經》十八卷，《外經》三十七卷；
- 《扁鵲內經》九卷，《外經》十二卷；
- 《白氏內經》三十八卷，《外經》三十六卷，《旁篇》二十五卷。

這是歷史上對《黃帝內經》最早的記錄，學者認為《黃帝內經》的編著及命名很可能是成自劉向之手。
在南北朝的時候，《黃帝內經》已經因傳抄及戰亂而散佚，分成《素問》及《針經》兩種版本，分別流傳。最早對內經進行整理的學者，是晉朝的皇甫謐，他根據《素問》、《針經》及《明堂孔穴》，編著成《黃帝三部鍼灸甲乙經》一書。在《甲乙經》序中，他說：「按《七略》、《藝文志》，《黃帝內經》十八卷，今有《針經》九卷，《素問》九卷，二九十八卷，即內經也，亦有所亡失。」
南北朝時出現了第一本為《素問》作校註的書，作者為全元起。全元起校注的《素问》本，北宋时尚存，以后便散失不见。今从林亿等所校訂的《重广补注黄帝内经素问》中，尚可看到全元起编排的卷目次第和少量注文。
唐初楊上善將《靈樞》、《素問》的條文，根據內容重新分類，編次成《黃帝內經太素》三十卷。此書雖然早於王冰，但流傳不廣，對於後世的影響較小，在宋朝時已經失傳。
《隋書·經籍志》中記載有黃帝素問九卷，梁八卷；黃帝鍼經九卷。這個版本應該就是全元起及楊上善所採用的底本，其中有許多重複及錯誤難解的地方，因此並沒有吸引很多醫家對它進行深入研究，在王冰本出現之後，就被取代了。
對後世影響最大的內經版本，首推唐代王冰註釋的《黃帝內經素問》。王冰深入研究《素問》，對當時通行的版本提出批評並決心進行整理，耗時十二年，在唐朝寶應年間完成出版。王冰以其師的「張公秘本」作為藍本，補入原本失傳的七卷，並參校其它流傳版本的《素問》加以整理、註釋、編排次序，完成二十四卷的巨著。王冰將原來的內容用黑筆來寫，他加上的註釋用紅筆來寫，以區分原文與註釋之別。但在後來百年的傳抄之下，紅字又被寫成黑色，何處為王冰註釋，又難以區分了。王冰補入第七卷的七篇大論－《天元纪大论》、《五运行大论》、《五常政大论》、《六微旨大论》、《六元正纪大论》、《气交变大论》、《至真要大论》是運氣學說的主要依據。
王冰版的素問，後經北宋林億等重新校著後，稱為《重廣補注黃帝內經素問》（又稱《新校正》本），成為最完整的《素問》善本，也是官方考試的依據。現今流傳的《黃帝內經》就是這個版本，金元明清的醫家，註解內經時，也都採用這個版本。
內經“刺法论篇第七十二”和“本病论篇第七十三”两篇，在王冰註釋時已經失傳。北宋林億校正《素問》時，曾提及当时有《素问亡篇》的流传，刘温舒《素问入式运气论奥》中附有此两篇原文，署为《素问遗篇》。後世大多认为出自唐宋间人伪托。

## 成書時間

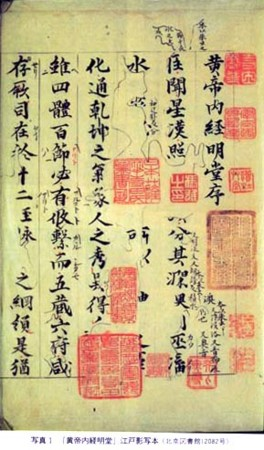
仁和寺藏《黃帝內經明堂》寫本（日本國寶）

《黃帝內經》共十八卷，《素問》、《靈樞》各有九卷、八十一篇。內容包括攝生、陰陽、臟象、經絡和論治之道。其成書年代一向有爭議，大約是西漢以後的作品。成書時間一般有三種流傳說法：
黄帝
《黃帝內經》是「三墳之書」其中之一，有人認為是黃帝所寫，但黃帝年代各方面幾乎沒有任何留下資料說明當時的醫學背景，可信度非常低
春秋战国
認為它是春秋戰國時候的著作，北宋程顥、司馬光都持這種立場。
- 因一百六十二篇文章裡，從文字、語言、用詞、以及所涉及到的社會背景等角度，都不乏春秋戰國的背景。因春秋戰國長達數百年之久，確實可能包含多種觀點、不同習慣的內容。
- 程、司馬二人不覺陰陽五行為儒生偽造，由於利益衝突，故隱沒之，此稱春秋筆法。

汉宣帝后
認為《黃帝內經》非一時一人之作，成書時間約在漢宣帝以後。
- 《黃帝內經》最早見於《漢書·藝文志》，《漢書·藝文志》作者班固是根據《七略》刪其要而成；而《七略》是劉向、劉歆父子，作為圖書分類目類來主持的，分工校正方技類，而由李柱國來分工、校正醫書，時間是西漢成帝河平三年，也就是公元前26年，而被認為《黃帝內經》最晚也要在公元前26年成書。最早是在司馬遷寫《史記》的時候，史記中記載不少當代醫學，如公乘陽慶、倉公、扁鵲等，但唯獨沒有記載更為重要的《黃帝內經》，所以被認為不可能早於寫《史記》的時代，司馬遷是在公元前99年入獄時撰寫了史記，從上述推論《黃帝內經》大約是在公元前99年至公元前26年。
- 自先秦之際天六地四，說卦傳曰:參天兩地而倚數，西漢之時，儒生雜用五行，故有五藏六府之謬說，此等謬說一律出自孔子家語。
- 1973年，在馬王堆3號墓所出土的簡帛醫書有《足臂十一脈灸經》、《陰陽十一脈灸經》、《五十二病方》、《脈法》、《導引圖》等14件醫書，而墓主是西漢初年封於長沙的軑侯利倉之子，下葬時間為漢文帝十二年，即公元前168年，這些文獻較為簡略粗糙，例如只有十一經脈，而黃帝內經是十二經脈，從理論的簡繁、完善程度上認為，十一經脈要早於十二經脈，也就是完備的《黃帝內經》的成書年代要晚於公元前168年。

由是觀之黃帝內經必成於西漢末年至文風稍似六朝之時。
还有杂糅几种看法的观点，例如张维波等人（2017）认为，内容成于春秋战国，但现十八卷是东汉朝廷的第2次校书活动集成而来。

## 理论

### 痹症理论
中医对痹症的认识源远流长，《黄帝内经》是最早详尽阐述痹症理论的书籍，涉及到痹症的命名、病因病机、诊断、症候分类、治疗以及转归、预后等方方面面，具有系统性、前瞻性，对于临床应用具有深远影响。痹症严重威胁人体健康，干扰生活质量，《柳叶刀》最新发布的中国疾病负担报告中，此类疾病是影响伤残损失健康生命年（YLDs）的第一位原因，成为医学界公认的难题。
痹者闭也，指由于风、寒、湿、热等邪气闭阻经络，影响气血运行，导致肢体筋骨、关节、肌肉等处发生疼痛、重着、酸楚、麻木，或关节屈伸不利、僵硬、肿大、变形的一种疾病，涵盖现代医学中具有相应症状的原发性、继发性肌肉骨骼疾病及骨代谢性疾病。内经中提到：“天食人以五气，地食人以五味”，言明人的健康与自然息息相关，疾病的发生发展亦深受自然影响，“故治不法天之纪，不用地之理，则灾害至矣，”治疗上也应当顺应天地变化规律，强调了天地规律与人体生命节律的互参性。内经有关痹证的论治也充分体现了这一点，其清晰地构建了由皮、肌、脉、筋、骨五部分所组成的中医病位辨证临床思维模式，应用这一思维模式有助于我们从宏观角度辨析疾病的病变层次，为判断疾病预后，选择恰当的治疗方法提供依据。

### 疫病理论
现代医学倾向以细菌、病毒等实体性概念认知致病原，其优势为直接确定生物学意义上的致病因子及传播途径，得以更精准地判定易感者、研发治疗药物；局限在于，自然世界的病原体不可胜数，同一病原体作用于人体的疾病反应亦颇具个体差异性，特别在面临突发的、新型致病因子传染与流行时，在治疗时效性层面难以有效解决个体差异、病原体变异等复杂情况。传统中医学倾向以风、寒、暑、湿、燥、火等气化性概念认知致病原，从自然气化力量的“各从其类”与“相兼杂合”角度对疫疠邪气进行分析，注重疫疠邪气在自然环境进程中的盛衰变化，及其侵入人体后“正邪交争”的动态疾病发展过程。其局限在于，较难具化为实证科学视角下量化、标准化的治疗策略；优势则在于，其执简驭繁的疾病认知、动态辨证的诊疗模式，在疫病突发情况下更具时效性，且擅于在疾病动态发展进程中准确把握治疗关键，从而达到显著的治疗效果。正是中医疫病理论这种独特的认知模式、诊疗思维、防治观念，成为区别于现代医学，并在疫病防治中具有独创性优势的核心所在，而《黄帝内经》是其模式、思维、观念形成的重要理论源头。

### 体质学说
中医认为元气不可自生、不可再生，禀受于父母的生殖之精，其中包括父精母血的精华以及父母精气的盛衰及体质特征，等同于现代体质学说中体质的相对稳定性和先天遗传性。体质学是中医基础理论体系中的独立分支，与中医的哲学基础、藏象、经络等具有同等地位。《黄帝内经》作为我国现存最早、内容最完整的中医理论基础著作，其继承《淮南子》《吕氏春秋》中的五行思想，对于五行及其配属的论述也与中医的辨证思维相融合，使其与人体的生理病理进行类比。内经中虽未有“体质”一词，但已出现“质”“素”“形”等词语，也有相应篇章论述人体与五行的对应关系，如《灵枢·阴阳二十五人》篇中就以五行理论为基础，运用取象比类的思维方式，将人体的形体、外貌、性格等分归于五行，运用五行的特性去阐述人体的生理病理变化，并以“五形人”命名。《黄帝内经》中对于源于五行思想的五形人体质的划分为治未病提供了理论基础，是实现治未病的关键突破口，一旦医者能准确掌握属于个人独特的五形体质以及其推演规律之后或许就能实现治未病，并将人类健康向前推进一大步。

## 成就
黃帝內經整理先人積累的豐富的醫療經驗，昇華為理性認識，形成系統的醫學理論，並且進一步駕御醫療實踐，建立了中醫學臨床規範，成為中國傳統科學中探討生命規律及其醫學應用的系統學問。《黄帝内经》作为形而下的应用之学，多种术数理论共同参与医学体系构建，并用以解释生命现象，还蕴藏着丰富的形而上的象数经学。其有关养生的论述对后世治未病的研究有着举足轻重的指导地位，“法于阴阳、和于术数”是养生总的法则，既指明方向、又涵盖技能。
2010年中國向「世界記憶亞太地區名錄評審委員會」提案據認公元1339年木板印刷，由胡氏古林書堂印刷出版，為當今世界上保存最早、最完好的版本。世界記憶亞太地區名錄評審委員會通過將這部文獻列入《世界記憶亞太地區名錄》。
它為中醫學理論體系的建立打好了結構框架，奠定了中醫學發展的基礎，所以中醫亦稱為「岐黃之術」。《黃帝內經》提到：「聖人不治已病，治未病；不治已亂，治未亂。」這已經是預防醫學的理想。
黃帝內經影響了其後的中醫經典。如，東漢張仲景的《傷寒雜病論》、唐朝孫思邈的《千金要方》等。

## 注家與注本
1. 南北朝, 全元起, 《素問訓解》
2. 唐朝, 楊上善, 《黃帝內經太素》
3. 唐朝, 王冰,  次注《黃帝內經素問》
4. 北宋, 高保衡/林億, 《重廣補注黃帝內經素問》
5. 日本, 丹波元簡, 《素問識》《靈樞識》

## 延伸阅读
[在维基数据编辑]
 在维基文库阅读本作品原文（ 在维基共享资源阅览影像）
 《黃帝素問靈樞經 (四部叢刊本)》